# Khady Ngom
Khady Yacine Ngom (Dakar, 1º marzo 1979) è un'ex cestista senegalese.

## Carriera
Con il Senegal ha disputato i Giochi olimpici di Sydney 2000 e i Campionati mondiali del 2006.